# Derry City FC
A Derry City Football Club (ír nyelven: Cumann Peile Chathair Dhoire) északír labdarúgócsapat, mely az FAI Premier Divisionben, azaz az ír élvonalban szerepel. Hazai meccseit a 7000 férőhelyes The Brandywell stadionban játssza.

## Története
A Derry Cityt 1928-ban alapították, eleinte az északír bajnokságban szerepelt, melyet az 1964/65-ös szezonban meg is nyert. A következő idényben a BEK-ben 8-6-os összesítéssel legyőzték a Lynt, ezzel ők lettek az első északír csapat, mely képes volt kiejteni ellenfelét egy európai kupasorozatból.
A csapat 1985-ben döntött úgy, hogy Írországban próbál szerencsét. A másodosztályba sorolták be őket, ahol az 1986/87-es idényben bajnokként végeztek és feljutottak a legjobbak közé. Az 1988/89-es szezonban a klub rossz anyagi helyzete ellenére megnyerte a bajnokságot, a kupát és a Ligakupát is. A következő évadban a későbbi győztes Benfica ejtette ki őket a BEK-ből.
A 2000-es évek elején a Derryt adósságai miatt már a csőd fenyegette, ezért olyan nagy nevű csapatok ellen játszott barátságos meccseket, mint a Manchester United, a Celtic, a Real Madrid és a Barcelona. 2003-ban a kilencedik helyen végeztek, így osztályozót kellett játszaniuk a bennmaradásért, amit végül 2-1-re megnyertek.
A 2006/07-es UEFA-kupában az első körig jutottak, miután a selejtezők során legyőzték a Göteborgot és a Gretnát. Az első körben a Paris Saint-Germain volt az ellenfelük. Az első meccs 0-0-s döntetlennel zárult, a visszavágón viszont 2-0-ra kikaptak.

## Sikerek
- Bajnoki címek: 3
  - 1964/65, 1988/89, 1996/97
- FAI Kupa: 6
  - 1988/89, 1994/95, 2001/2002, 2005/2006, 2012, 2022
- FAI Ligakupa: 9
  - 1988/89, 1990/91, 1991/92, 1993/94, 1999/2000, 2005, 2006